# László Cseh (calciatore)
László Cseh (Budapest, 4 aprile 1910 – Budapest, 8 gennaio 1950) è stato un calciatore ungherese di ruolo attaccante.

## Carriera

### Club
Fu capocannoniere del campionato ungherese nel 1935 e nel 1937.

## Statistiche

### Cronologia presenze e reti in nazionale
| Cronologia completa delle presenze e delle reti in nazionale ― Ungheria | Cronologia completa delle presenze e delle reti in nazionale ― Ungheria | Cronologia completa delle presenze e delle reti in nazionale ― Ungheria | Cronologia completa delle presenze e delle reti in nazionale ― Ungheria | Cronologia completa delle presenze e delle reti in nazionale ― Ungheria | Cronologia completa delle presenze e delle reti in nazionale ― Ungheria | Cronologia completa delle presenze e delle reti in nazionale ― Ungheria | Cronologia completa delle presenze e delle reti in nazionale ― Ungheria |
| Data                                                                    | Città                                                                   | In casa                                                                 | Risultato                                                               | Ospiti                                                                  | Competizione                                                            | Reti                                                                    | Note                                                                    |
| ----------------------------------------------------------------------- | ----------------------------------------------------------------------- | ----------------------------------------------------------------------- | ----------------------------------------------------------------------- | ----------------------------------------------------------------------- | ----------------------------------------------------------------------- | ----------------------------------------------------------------------- | ----------------------------------------------------------------------- |
| 20-3-1932                                                               | Praga                                                                   | Cecoslovacchia                                                          | 1 – 3                                                                   | Ungheria                                                                | Amichevole                                                              | -                                                                       |                                                                         |
| 24-4-1932                                                               | Vienna                                                                  | Austria                                                                 | 8 – 2                                                                   | Ungheria                                                                | Amichevole                                                              | 2                                                                       |                                                                         |
| 8-5-1932                                                                | Budapest                                                                | Ungheria                                                                | 1 – 1                                                                   | Italia                                                                  | Coppa Internazionale 1931-1932                                          | -                                                                       |                                                                         |
| 18-9-1932                                                               | Budapest                                                                | Ungheria                                                                | 2 – 1                                                                   | Cecoslovacchia                                                          | Coppa Internazionale 1931-1932                                          | -                                                                       |                                                                         |
| 2-10-1932                                                               | Budapest                                                                | Ungheria                                                                | 2 – 3                                                                   | Austria                                                                 | Amichevole                                                              | -                                                                       |                                                                         |
| 27-11-1932                                                              | Milano                                                                  | Italia                                                                  | 4 – 2                                                                   | Ungheria                                                                | Amichevole                                                              | -                                                                       |                                                                         |
| 29-1-1933                                                               | Lisbona                                                                 | Portogallo                                                              | 1 – 0                                                                   | Ungheria                                                                | Amichevole                                                              | -                                                                       |                                                                         |
| 5-3-1933                                                                | Amsterdam                                                               | Paesi Bassi                                                             | 1 – 2                                                                   | Ungheria                                                                | Amichevole                                                              | -                                                                       |                                                                         |
| 19-3-1933                                                               | Budapest                                                                | Ungheria                                                                | 2 – 0                                                                   | Cecoslovacchia                                                          | Amichevole                                                              | 1                                                                       |                                                                         |
| 30-4-1933                                                               | Budapest                                                                | Ungheria                                                                | 1 – 1                                                                   | Austria                                                                 | Amichevole                                                              | -                                                                       |                                                                         |
| 2-7-1933                                                                | Solna                                                                   | Svezia                                                                  | 5 – 2                                                                   | Ungheria                                                                | Amichevole                                                              | -                                                                       | 39’                                                                     |
| 29-4-1934                                                               | Budapest                                                                | Ungheria                                                                | 4 – 1                                                                   | Bulgaria                                                                | Qual. Mondiali 1934                                                     | -                                                                       |                                                                         |
| 7-10-1934                                                               | Budapest                                                                | Ungheria                                                                | 3 – 1                                                                   | Austria                                                                 | Coppa Internazionale 1933-1935                                          | -                                                                       |                                                                         |
| 9-12-1934                                                               | Milano                                                                  | Italia                                                                  | 4 – 2                                                                   | Ungheria                                                                | Amichevole                                                              | -                                                                       |                                                                         |
| 16-12-1934                                                              | Dublino                                                                 | Irlanda                                                                 | 2 – 4                                                                   | Ungheria                                                                | Amichevole                                                              | -                                                                       |                                                                         |
| 14-4-1935                                                               | Zurigo                                                                  | Svizzera                                                                | 6 – 2                                                                   | Ungheria                                                                | Coppa Internazionale 1933-1935                                          | 2                                                                       |                                                                         |
| 19-5-1935                                                               | Colombes                                                                | Francia                                                                 | 2 – 0                                                                   | Ungheria                                                                | Amichevole                                                              | -                                                                       |                                                                         |
| 10-11-1935                                                              | Budapest                                                                | Ungheria                                                                | 6 – 1                                                                   | Svizzera                                                                | Amichevole                                                              | 1                                                                       |                                                                         |
| 24-11-1935                                                              | Milano                                                                  | Italia                                                                  | 2 – 2                                                                   | Ungheria                                                                | Coppa Internazionale 1933-1935                                          | -                                                                       |                                                                         |
| 15-3-1936                                                               | Budapest                                                                | Ungheria                                                                | 3 – 2                                                                   | Germania                                                                | Amichevole                                                              | 1                                                                       |                                                                         |
| 5-4-1936                                                                | Vienna                                                                  | Austria                                                                 | 3 – 5                                                                   | Ungheria                                                                | Amichevole                                                              | 2                                                                       | Cap.                                                                    |
| 3-5-1936                                                                | Budapest                                                                | Ungheria                                                                | 3 – 3                                                                   | Irlanda                                                                 | Amichevole                                                              | -                                                                       |                                                                         |
| 31-5-1936                                                               | Budapest                                                                | Ungheria                                                                | 1 – 2                                                                   | Italia                                                                  | Amichevole                                                              | -                                                                       |                                                                         |
| 27-9-1936                                                               | Budapest                                                                | Ungheria                                                                | 5 – 3                                                                   | Austria                                                                 | Coppa Internazionale 1936-1938                                          | 1                                                                       |                                                                         |
| 4-10-1936                                                               | Bucarest                                                                | Romania                                                                 | 1 – 2                                                                   | Ungheria                                                                | Amichevole                                                              | -                                                                       |                                                                         |
| 18-10-1936                                                              | Praga                                                                   | Cecoslovacchia                                                          | 5 – 2                                                                   | Ungheria                                                                | Coppa Internazionale 1936-1938                                          | -                                                                       |                                                                         |
| 2-12-1936                                                               | Londra                                                                  | Inghilterra                                                             | 6 – 2                                                                   | Ungheria                                                                | Amichevole                                                              | 1                                                                       |                                                                         |
| 6-12-1936                                                               | Dublino                                                                 | Irlanda                                                                 | 2 – 4                                                                   | Ungheria                                                                | Amichevole                                                              | 1                                                                       |                                                                         |
| 9-5-1937                                                                | Budapest                                                                | Ungheria                                                                | 1 – 1                                                                   | Jugoslavia                                                              | Amichevole                                                              | 1                                                                       |                                                                         |
| 23-5-1937                                                               | Budapest                                                                | Ungheria                                                                | 2 – 2                                                                   | Austria                                                                 | Amichevole                                                              | 1                                                                       |                                                                         |
| 19-9-1937                                                               | Budapest                                                                | Ungheria                                                                | 8 – 3                                                                   | Cecoslovacchia                                                          | Coppa Internazionale 1936-1938                                          | -                                                                       |                                                                         |
| 10-10-1937                                                              | Vienna                                                                  | Austria                                                                 | 1 – 2                                                                   | Ungheria                                                                | Coppa Internazionale 1936-1938                                          | 1                                                                       | Cap.                                                                    |
| 7-12-1938                                                               | Glasgow                                                                 | Scozia                                                                  | 3 – 1                                                                   | Ungheria                                                                | Amichevole                                                              | -                                                                       |                                                                         |
| 26-2-1939                                                               | Rotterdam                                                               | Paesi Bassi                                                             | 3 – 2                                                                   | Ungheria                                                                | Amichevole                                                              | -                                                                       |                                                                         |
| Totale                                                                  |                                                                         | Presenze                                                                | 34                                                                      |                                                                         | Reti                                                                    | 15                                                                      |                                                                         |

## Palmarès

### Club
- Campionato ungherese: 2

MTK Budapest: 1935-1936, 1936-1937
- Coppa d'Ungheria: 1

MTK Budapest: 1931-1932

#### Individuale
- Capocannoniere del campionato ungherese: 2

1934-1935 (23 gol), 1936-1937 (36 gol)